# Pelev Brijeg
Pelev Brijeg (cyr. Пелев Бријег) – wieś w Czarnogórze, w gminie Podgorica. W 2011 roku liczyła 11 mieszkańców.